# 鴨下神社
鴨下神社（かもしもじんじゃ）は、伊勢神宮皇大神宮（内宮）の末社。祭神の3柱の神は、地域の水の神である。

## 概要
三重県度会郡玉城町勝田に鎮座する。玉城町にある13の内宮摂末社のうちの1社である。内宮の末社16社のうち、第1位である。鴨下神社から2.5km離れた所には内宮摂社の鴨神社（かもじんじゃ）があり、祭神が一致することや、同じ城田郷に鎮座することなど関連がある。
社名の「鴨」は従来、旧地名であると考えられていたが、斎宮遺跡の発掘の進展により、水司の鴨氏との関連が指摘されるようになった。社名の「下」は鴨神社が山の中腹にあるのに対して山麓にあることに由来する。
社地の面積は3反9畝14歩（約3,914m2）で、周囲をブドウ畑に囲まれている。社殿は神明造の板葺で一重の玉垣に囲まれている。賽銭箱は置かれていない。

## 祭神
祭神は、石己呂和居命（いしころわけのみこと）、鴨比古命（かもひこのみこと）、鴨比賣命（かもひめのみこと）。3柱とも鎮座地・勝田の水利灌漑の守護神とされる。石己呂和居命は大水上命（おおみなかみのみこと）の子で、鴨神社の祭神と同じである。鴨比古命・鴨比賣命は鴨に両性を表す普通名詞を付けた神名である。

## 歴史
『延喜式神名帳』に記載されていない、いわゆる式外社である。少なくとも伊勢神宮の末社の定義より『皇大神宮儀式帳』成立、すなわち延暦23年（804年）以前から存在したことになる。鴨神社と同じく、皇大神宮に準じて20年に1度社殿を建て替える式年遷宮が造宮使によって行われることが規定されていた。鴨下神社は古代、「田社」に分類されていたが、田社でこうした扱いを受けていたのは鴨下神社のみである。
しかし戦国時代の動乱の中で建て替えがままならず、荒れるに任せる状態となった。1874年（明治7年）、宇治山田神社・津布良神社・大津神社とともに社殿が再興された。

## 交通
公共交通
JR参宮線田丸駅より南西へ徒歩約24分（約2.0km）。
自家用車
伊勢自動車道玉城ICより三重県道65号度会玉城線（サニーロード）を北上、約3分（約1.3km）。付近に駐車場はない。